# Kutusaari (ö i Södra Savolax, Pieksämäki)
Kutusaari är en ö i Finland. Den ligger i sjön Ankeleenjärvi och i kommunen Pieksämäki i den ekonomiska regionen  Pieksämäki ekonomiska region  och landskapet Södra Savolax, i den södra delen av landet, 250 km nordost om huvudstaden Helsingfors. Öns area är 0,6 hektar och dess största längd är 130 meter i sydöst-nordvästlig riktning.